# Geophis hoffmanni
Espèce
Synonymes
- Colobognathus hoffmanni Peters, 1859
- Geophis bartholomewi Brattstrom & Howell, 1954
- Geophis acutirostris Taylor, 1954

Geophis hoffmanni  est une espèce de serpents de la famille des Dipsadidae.

## Répartition
Cette espèce se rencontre de 18 à 1 670 m d'altitude au Honduras, au Nicaragua, au Costa Rica et au Panama.
Sa présence est incertaine en Colombie.

## Étymologie
Cette espèce est nommée en l'honneur de Karl Hoffmann (1823–1859) qui a collecté les premiers spécimens.

## Publication originale
- Peters, 1859 : Über die von Hrn. Dr. Hoffmann in Costa Rica gesammelten und an das Königl. Zoologische Museum gesandten Schlangen. Monatsbericht der Königlich-Preussischen Akademie der Wissenschaften zu Berlin, vol. 1859, p. 275-278 (texte intégral).